# 武烈王
武烈王（ぶれつおう、603年 - 661年）は、新羅の第29代の王（在位：654年 - 661年）。姓は金、諱は春秋。
父は第25代真智王の子の伊飡（2等官）の金龍春（後に文興葛文王と追封）、母は第26代真平王の長女（もしくは次女）である天明公主（後に文貞太后と追封）、実父は金龍春の兄の金龍樹。『旧唐書』『新唐書』には真徳女王の弟と記されているが、『三国史記』新羅本紀・太宗武烈王紀の分注ではこれを誤りと指摘している。王妃は角干（1等官）の金舒玄の娘の金文姫（文明王后）・金宝姫であり、金庾信（『三国史記』金庾信列伝によると、金庾信は中国黄帝の子・少昊の子孫である）の妹にあたる。

## 即位前
この時代の新羅は、唐からの遠征を撃退したことで勢いに乗る高句麗と、伽耶地方を80年ぶりに新羅から奪回した百済からの圧迫により疲弊していた。窮した新羅は隣国の支援を求めて、王族の金春秋を高句麗、日本に派遣したが、どちらも成果を挙げることはできなかった。 対日本の場合、大化2年（646年）に日本から遣新羅使として高向玄理が派遣され、新羅から任那への調を廃止させ、新羅から日本に人質を差し出させることとなり、翌大化3年（647年）に高向は春秋を伴って帰国し、春秋は人質という身分で暫く日本に留まった。
翌648年、今度は唐に派遣された金春秋は、対高句麗で思惑の一致する太宗の厚遇を受けた。「特進」（正二品）の地位を与えられ、支援を得ることに成功した（唐・新羅の同盟）。翌年、金春秋は唐への恭順を示すため子の金文王を唐に残して帰国し、さらに高宗の永徽元年（650年）からは新羅独自の年号を廃止し、唐の元号を使用するようにした。

## 治世
652年、金春秋が即位すると、唐からは開府儀同三司・新羅王に封じられ、あわせて楽浪郡王を増封された。
654年5月に理法府の令（長官）に命じて律令を詳しく調べさせ、理法府格（きゃく、律令の修正・補足のための法令、副法）60余条を制定し、新羅における唐風の律令制度の基盤を整備した。また、伊飡（2等官）の金剛を上大等に任命するとともに、波珍飡（4等官）の文忠を中侍(真徳女王代に設置された執事部の長官)に任命し、官位の低い貴族を能力本位で要職につけることで旧来の中央貴族による上大等制度と新興の執事部による政治制度との競合を図り、王権の強化にも努めた。後に658年には文忠を伊飡（2等官）に引き立てて、中侍には王子の金文王を任命した。660年1月に上大等の金剛が死ぬと、後任には金庾信を充てた。
655年1月、高句麗・靺鞨・百済の連合軍（麗済同盟）が新羅に攻め入り北部辺境の33城が奪われたため、唐に使者を送って救援を求めた。これに応えて唐は営州都督程名振・右衛中太将蘇定方らを遣わして高句麗を攻撃している。659年にも百済が国境を侵して攻め込んできたため、唐に出兵を求める使者を派遣した。新羅からの再三の懇願に応え、660年3月、唐は水陸13万の兵を百済に送り、金春秋も唐軍の総管として5万の兵でこれを迎え、百済の義慈王を降して、これを滅ぼした。11月。金春秋は凱旋して論功行賞を行なった。このときに評価されたのは中央貴族の私兵層ではなく、位の低かった地方豪族や投降してきた旧百済の官人に重点が置かれており、新羅王の直接支配できる軍事力の拡大を図っている。唐は百済を平定すると、五つの都督府を置き、唐に協力した地方豪族を各地の都督に任じ、旧都の熊津には唐軍の鎮将劉仁軌が駐在した。この百済府城は後に唐軍の対日工作基地となる。
661年、唐の高句麗出兵に参加した金春秋は、軍を北上させている途上で病に倒れ、661年6月に陣中で病死した。金城（現在の慶尚北道慶州市）永敬寺の北に埋葬され、武烈王の諡と太宗の廟号を贈られた。また、唐の高宗は金春秋の死を悼んで洛陽の城門で葬儀を行なった。後に第36代の恵恭王の時代に新羅の祖廟を定めたときには、恵恭王の父景徳王・祖父聖徳王とあわせて金氏の始祖である13代味鄒尼師今、三国統一の偉業を為した武烈王・文武王を選んで五廟とし、味鄒尼師今・武烈王・文武王の三者については代々不変の宗としたという。
武烈王陵は現在の慶尚北道慶州市西岳洞にあり、その陵碑は大韓民国国宝第25号に指定されている。

## 家族
- 祖父(父方)：真智王 第25代国王。
- 祖父(母方)：真平王 第26代国王。
- 父：金龍春
- 実父：金龍樹(金龍春の兄)
- 母：天明公主
- 伯母/叔母(母方)：善徳女王 第27代国王。
- 叔母(母方)：善花公主
  - 従兄弟：義慈王 百済第31代国王。
- 叔父(父方)：廉長公(第17代風月主。金龍春の異父弟。父は天柱。)

- 王妃：文明王后 金氏(武烈王の死後、私通し息子を産んだ。)
  - 次男：文武王 第30代国王。
  - 三男：金仁問
  - 四男：金文王
  - 六男：金老且
  - 七男：金智鏡
  - 八男：金愷元
  - 三女：智炤公主(母方の伯父・金庾信に嫁いだ。)

- 後宮：金宝姫(文明王后の姉、金庾信の長妹。)
  - 五男：金皆知文
  - 九男：金車得
  - 次女：瑶石公主
  - 十男：金馬得

- 夫人：宝羅宮主 薛氏(最初の妻。美室の息子で第16代風月主・宝宗殿君と良明公主(真平王の娘)の娘。従姉妹に当たる。長男を出産後、産褥死。)
  - 長女：古陀炤公主
  - 長男：金文主

- 後宮：不詳
  - 十一男：金仁泰

## 登場作品
- 淵蓋蘇文 - 演：キム・ビョンセ
- 善徳女王 - 演：ユ・スンホ
- 階伯 - 演：イ・ドンギュ
- 大王の夢 - 演：チェ・スジョン